# برنار-پیر دونادیو
برنار-پیر دونادیو (فرانسوی: Bernard-Pierre Donnadieu‎؛ ‏ ۲ ژوئیهٔ ۱۹۴۹ – ۲۷ دسامبر ۲۰۱۰) بازیگر اهل فرانسه بود. وی دانش‌آموختهٔ دانشگاه پاریس ۳: سوربن جدید بود بین سال‌های ۱۹۷۴ تا ۲۰۱۰ میلادی فعالیت می‌کرد.
از فیلم‌ها یا برنامه‌های تلویزیونی که وی در آن نقش داشته‌است، می‌توان به اسکادران، حرفه‌ای و یک زندگی خشن اشاره کرد.